# 葛沟镇
葛沟镇是中国山东省临沂市河东区下辖的一个镇。
```
   建国后，始称葛沟区委，1951年5月改用序数命名为沂南县第十三区委，1952年1月，十区（土山）撤销后，第十三区委改为第十二区委。1955年1 0月，又以地称谓，第十二区委改称葛沟区委。1985年9月，撤销葛沟区委，建立葛沟乡委，1994年4月经省政府批准撤乡设镇。2011年1月经省政府批准整建制划入临沂市河东区管理。11月，撤销葛沟镇，并入汤头街道。2015年1月设置汤泉旅游度假区葛沟办事处。
   葛沟镇现隶属于临沂市河东区，现有人口3.8万人，辖28个行政村，面积64.8平方公里。葛沟镇现隶属于临沂市河东区，现有人口3.8万人，辖28个行政村，面积64.8平方公里考证为古齐、鲁分疆之地，属古阳都诸葛亮故里，历史悠久，文化底蕴深厚，商贸发达。日东高速，长深高速，206国道、胶新铁路、227省道、葛沟中心路、滨河东路穿越全境，距即将于2019年底竣工的设计时速350Km/h临沂至曲阜客运专线的临沂北高铁站约20公里，距临沂国际机场约30公里，距日东高速出入口约2公里，具有便利的交通条件和明显的区位优势。
   普明禅寺位于葛沟三村。龙园休闲度假农庄位于葛沟镇南5公里。
```

## 行政区划
葛沟镇下辖于家庄子村、大墩庄村、寇家疃村、崔家庄村、龙泉庄村、沙汀村、王家堰村、陈家堰村、朱家堰村、孙家堰村、居泉村、崔家台子村、张家庄村、李家寨村、福利庄村、石泉庄村、东安乐村、安太庄村、团埠村、黄家屯村、东巩头村、葛沟北村、葛沟前村、里甲官庄村、西巩头村、小康村、小岭村、薛柳村。